# Mykilśke (rejon wołnowaski)
Mykilśke (ukr. Микільське) – wieś na Ukrainie, w obwodzie donieckim, w rejonie wołnowaskim. W 2001 liczyła 1922 mieszkańców.